# Apogonia helleri
Apogonia helleri är en skalbaggsart som beskrevs av Conrad Ritsema 1904. Apogonia helleri ingår i släktet Apogonia och familjen Melolonthidae. Inga underarter finns listade i Catalogue of Life.